# Plougrescant
Plougrescant è un comune francese di 1 396 abitanti situato nel dipartimento delle Côtes-d'Armor, nella regione della Bretagna. Plougrescant è una penisola.
Rappresenta il comune più settentrionale della Bretagna. Città costiera, i comuni limitrofi sono Penvénan e Plouguiel a sud. Anche l'isola di Er dipende da questo comune. 

## Storia

### Preistoria
Sulla riva tra la Pointe du Château e il Gouffre de Castel-Meur, sono stati identificati habitat protostorici e resti di scheggiatura della selce.
Nel 1845, durante l'aratura, un contadino scoprì una spada, senza impugnatura e senza la possibilità di fissarne una (quindi non utilizzata/utilizzabile), costituita da una grande lama di bronzo, lunga 66,5 cm e larga in alcuni punti più di 17 cm, del peso di 2.200 kg, caratteristica del tipo noto come Tréboul-Saint-Brandan, un sito datato dal 1700 al 1550 a.C.

### Il XX secolo

#### Le guerre del XX secolo
Il monumento ai caduti porta i nomi di 109 soldati caduti per la patria:
76 morirono durante la prima guerra mondiale.
28 morirono durante la seconda guerra mondiale.
2 morirono durante la guerra d'Algeria.
3 morirono durante la guerra d'Indocina.
Il 6 giugno 1944, durante un trasporto di armi, François Boulard, originario di Plougrescant, venne arrestato insieme a cinque suoi commilitoni a Penvénan. Condotto alla feldgendarmeria di Plouaret, dove venne orribilmente torturato, François Boulard fu visto per l'ultima volta a Lanvollon, insieme ai suoi sfortunati compagni. Il luogo in cui fu giustiziato è sconosciuto poiché il suo corpo non fu mai ritrovato. Aveva 41 anni.

## Toponomastica
Il nome della località è attestato nelle forme Plebs Crescentis nei secoli X e XI, Ploegresquant nel 1228, Ploegresquen e Ploegresquent nel 1330, Plocresquen verso il 1330, Ploecresquant alla fine del XIV secolo, Ploegresquant nel 1420, Ploegresguen nel 1455, Ploegresquent nel 1539, Ploegrescant nel 1554, Plouegrescant nel 1596, Plougrescant nel 1731.
Plougouskan è la corretta trascrittura in bretone moderno.
Plougrescant è composto da due parole celtiche: plou e grescan o crescan, che significa “parrocchia che si ingrandisce, che cresce”.

## Società

### Evoluzione demografica
Abitanti censiti

## Luoghi e monumenti

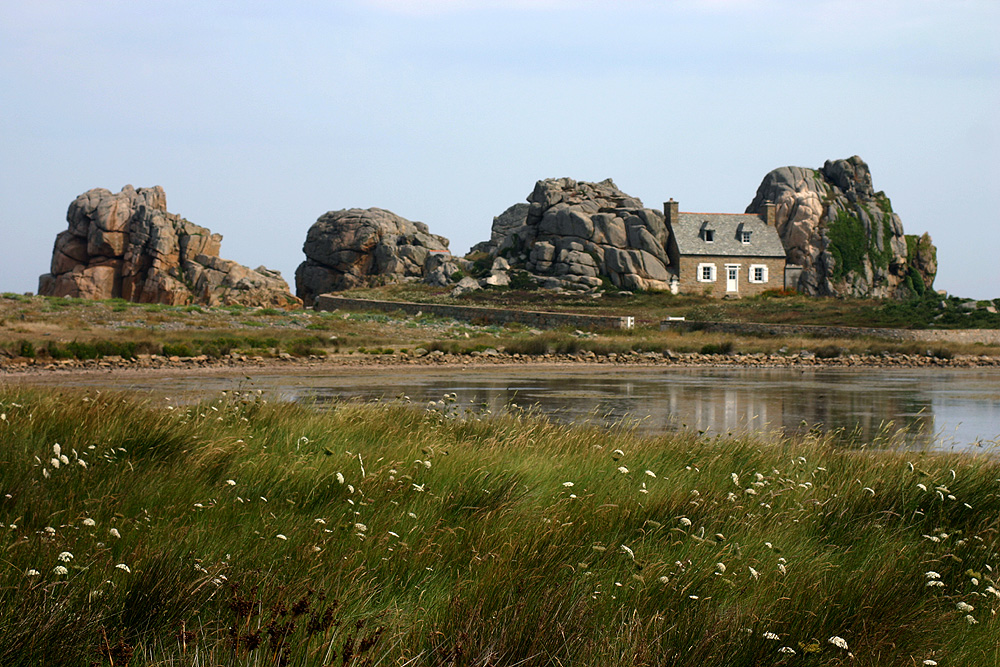
La famosa casa Castel Meur o casa tra le due rocce

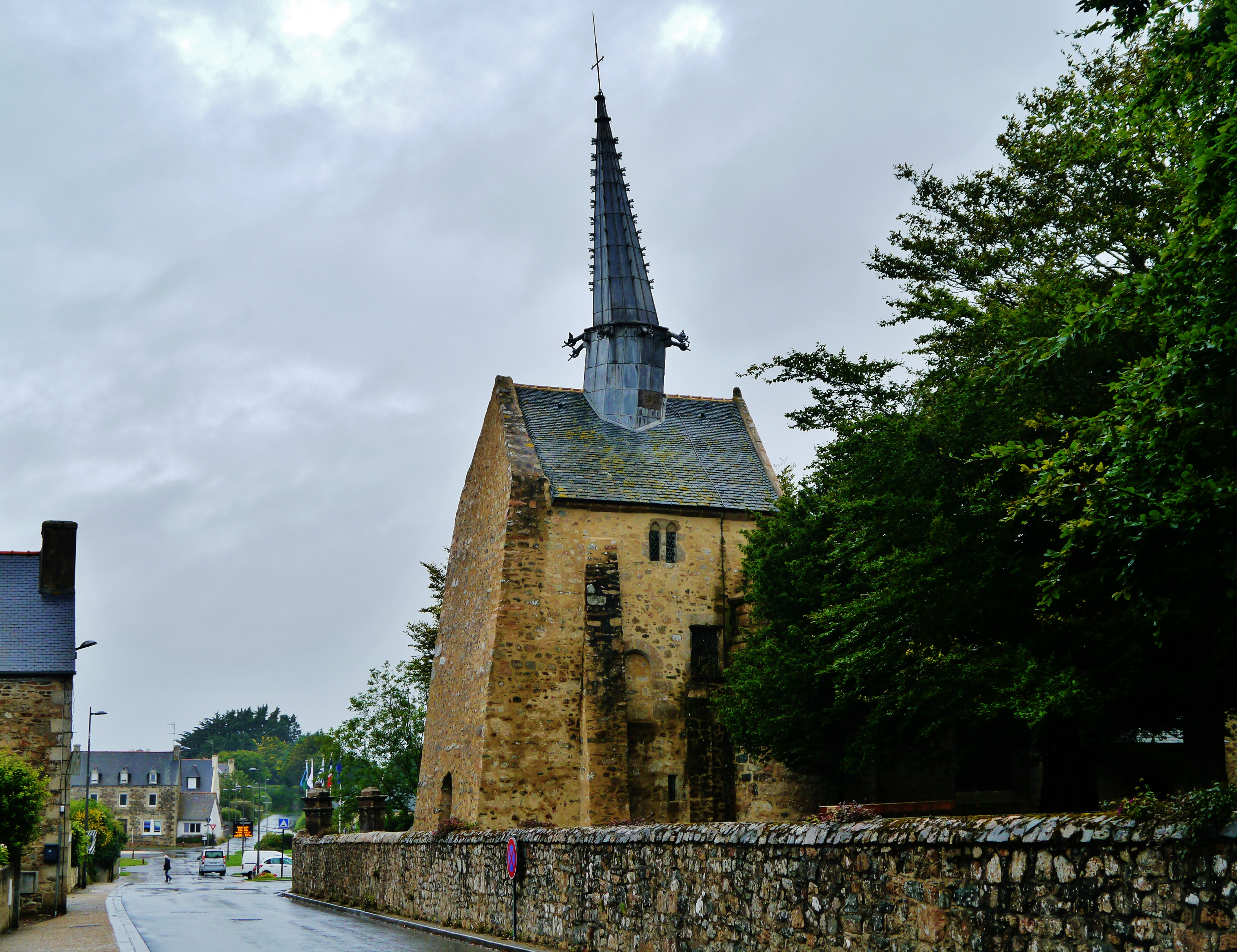
Chapelle Saint-Gonéry

- Chapelle Saint-GonéryLa cappella di Saint-Gonéry e la sua croce con pulpito, classificata monumento storico
- La fontana di Saint-Gonéry, classificata monumento storico
- La chiesa parrocchiale di Saint-Pierre
- La cappella del castello di Kéralio, classificata monumento storico
- La piccola casa tra le rocce a Castel Meur, la cui cartolina ha fatto il giro del mondo. Costruita nel 1861, appartiene oggi ai discendenti del primo proprietario. È vietata qualsiasi riproduzione commerciale di questa casa.
- Il tempio protestante di Plougrescant, costruito nel 1902
- Il baratro dove si osservano vene di dolerite intercalate nella roccia locale, la microgranodiorite pleubiana
- Pointe du Château, dove affiora la diorite di quarzo (detta anche diorite di Castel Meur)
- Isola di Pors Scaff, composta dall'Isola dei Pini e dall'Isola di Yvinec
- Le spiagge di Gouermel, Pors-hir, Pors scaff, ecc.